# 北見運転所
北見運転所（きたみうんてんじょ）は、北海道北見市にある北海道旅客鉄道（JR北海道）旭川支社の運転士が所属する組織である。また北見駅（北見運転所）・網走駅（北見運転所網走詰所）構内にある車庫での車両整備なども行っている。なお、当運転所には所属の車両の配置は1両もなく、旭川運転所・釧路運輸車両所配置のH100形気動車の滞泊場所となっている。

## 乗務範囲
- 石北本線：白滝 - 網走間[1]
- 釧網本線：緑 - 網走間

## 沿革
- 1986年（昭和61年）11月 - 遠軽機関区廃止により、遠軽支区を設置[2]。
- 1989年（平成元年）4月 - 遠軽支区を遠軽派出所に改称[2]。
- 1990年（平成2年）3月12日：北見運転区から北見運転所に改称。同時に北見車掌区が廃止され、車掌が当所所属となる。
- 1991年（平成3年）4月 - 遠軽派出所を廃止。末期の所属社員は8名であった[2]。
- 1992年（平成4年）3月 - 普通列車ワンマン化に伴い、車掌配置を廃止。業務は旭川車掌所へ移管。

## その他
- 北見には石北本線・釧網本線・池北線（後の北海道ちほく高原鉄道ふるさと銀河線）北部を担当する「北見車掌区」があったが、国鉄分割民営化後に「北見運転区」に統合された。しかしワンマン化により車掌の配置はなくなった。